# 加布里亚克
加布里亚克（法語：Gabriac，法語發音：[ɡabʁijak]）是法国阿韦龙省的一个市镇，属于罗德兹区。

## 地理
加布里亚克（44°27'6"N, 2°47'38"E）面积25.54 平方千米，位于法国奧克西塔尼大區阿韦龙省，该省份为法国南部内陆省份，位于法國中央高原南部，北起顺时针与康塔爾省、洛泽尔省、加尔省、埃罗省、塔恩省、塔恩-加龙省和洛特省接壤。
与加布里亚克接壤的市镇（或旧市镇、城区）包括：贝托莱讷、博祖勒、埃斯帕利永、拉苏。

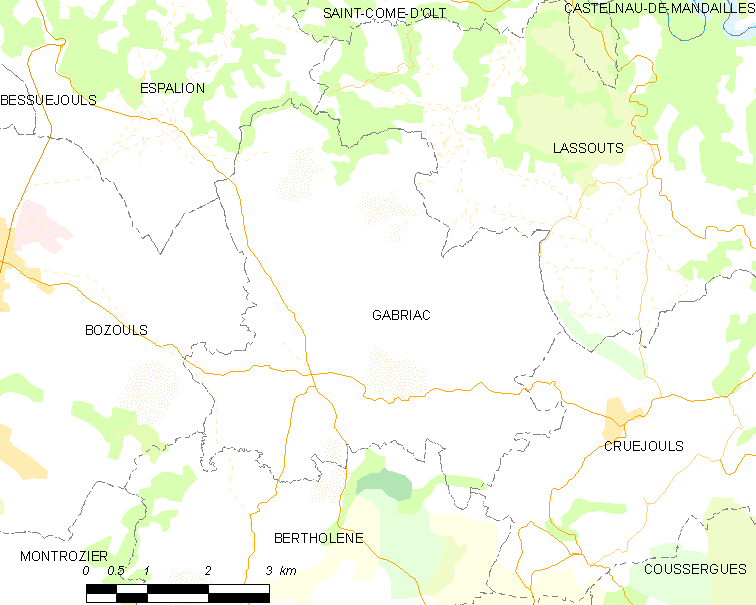
加布里亚克的OSM定位图

加布里亚克的时区为UTC+01:00、UTC+02:00（夏令时）。

## 行政
加布里亚克的邮政编码为12340，INSEE市镇编码为12106。

## 政治
加布里亚克所属的省级选区为科斯-孔塔勒县。

## 人口

1962-2008年间加布里亚克人口变化图示

加布里亚克于2022年1月1日时的人口数量为558人。